# صوفي غاي
صوفي غاي (بالفرنسية: Sophie Gay)‏ هي كاتِبة وكاتبة مسرحية فرنسية، ولدت في 1 يوليو 1776 في باريس في فرنسا، وتوفي بنفس المكان في 5 مارس 1852.

## وصلات خارجية
- صوفي غاي على موقع الموسوعة البريطانية (الإنجليزية)